# Goo-Sekgweng
Goo-Sekgweng est une ville du Botswana.